# Shadrapa
Shadrapa (in lingua fenicia 𐤔𐤃𐤓𐤐𐤀, shdrp'; ossia "Shed il guaritore") era una divinità fenicia, il cui nome significa "dio guaritore" e associato alla guarigione.
Compare in un'iscrizione di stele ad Amrit del V secolo a.C. e in un ostrakon proveniente da Sarepta e da Palmira.